# Калпсвілл (Пенсільванія)
Калпсвілл (англ. Kulpsville) — переписна місцевість (CDP) в США, в окрузі Монтгомері штату Пенсільванія. Населення — 8159 осіб (2020).

## Географія
Калпсвілл розташований за координатами 40°14′38″ пн. ш. 75°20′27″ зх. д. / 40.24389° пн. ш. 75.34083° зх. д. (40.243943, -75.340698).  За даними Бюро перепису населення США в 2010 році переписна місцевість мала площу 8,84 км², уся площа — суходіл.

## Демографія
Згідно з переписом 2010 року, у переписній місцевості мешкали 8194 особи в 3421 домогосподарстві у складі 2244 родин. Густота населення становила 927 осіб/км².  Було 3525 помешкань (399/км²).
Расовий склад населення:
| - 84,9 % — білих - 8,0 % — азіатів - 4,6 % — чорних або афроамериканців - 0,1 % — корінних американців |

До двох чи більше рас належало 1,8 %. Частка іспаномовних становила 2,3 % від усіх жителів.
За віковим діапазоном населення розподілялося таким чином: 21,7 % — особи молодші 18 років, 59,1 % — особи у віці 18—64 років, 19,2 % — особи у віці 65 років та старші. Медіана віку мешканця становила 43,0 року. На 100 осіб жіночої статі у переписній місцевості припадало 83,7 чоловіків;  на 100 жінок у віці від 18 років та старших — 79,1 чоловіків також старших 18 років.
Середній дохід на одне домашнє господарство  становив 94 174 долари США (медіана — 69 886), а середній дохід на одну сім'ю — 110 630 доларів (медіана — 94 904). Медіана доходів становила 75 125 доларів для чоловіків та 53 646 доларів для жінок. За межею бідності перебувало 4,3 % осіб, у тому числі 2,3 % дітей у віці до 18 років та 6,4 % осіб у віці 65 років та старших.
Цивільне працевлаштоване населення становило 4378 осіб. Основні галузі зайнятості: освіта, охорона здоров'я та соціальна допомога — 26,8 %, виробництво — 15,6 %, науковці, спеціалісти, менеджери — 14,0 %.